# Yu Genwei
Yu Genwei (chiń. 于根伟; ur. 7 stycznia 1974 roku) – były chiński piłkarz występujący na pozycji napastnika.

## Kariera klubowa
Yu Genwei przez całą swoją piłkarską karierę był związany z klubem z Tiencinu, dla którego grał od 1994 do 2005 roku. Yu rozpoczynał przygodę z tym zespołem, gdy ten nosił nazwę Tiencin FC. W debiutanckim sezonie w siedemnastu ligowych spotkaniach zdobył dziesięć goli. Przez dwanaście lat gry dla tej drużyny Yu strzelił łącznie 84 bramki w 211 ligowych pojedynkach. W tym czasie nie odnosił żadnych większych sukcesów, natomiast jego zespół grał na pograniczu pierwszej i drugiej ligi. Najwięcej bramek Yu zdobył w swoim ostatnim sezonie w karierze, kiedy to jako zawodnik Tiencin Teda FC uzyskał jedenaście goli.

## Kariera reprezentacyjna
W reprezentacji Chin Wu zadebiutował w 1997 roku. W 2002 roku Velibor Milutinović powołał go do 23-osobowej kadry na mistrzostwa świata. Na mundialu w Korei Południowej i Japonii drużyna narodowa Chin przegrała wszystkie trzy mecze i zajęła ostatnie miejsce w swojej grupie. Yu na turnieju tym pełnił rolę rezerwowego, jednak wystąpił w dwóch spotkaniach. W przegranym 2:0 pojedynku z Kostaryką w 74. minucie zmienił Fana Zhiyi, natomiast w przegranym 3:0 meczu przeciwko Turcji na boisku pojawił się w 73. minucie wspólnie z Qu Bo.